# (31632) Stephaying
1999 GM28 (asteroide 31632) é um asteroide da cintura principal. Possui uma excentricidade de 0.02966830 e uma inclinação de 3.77109º.
Este asteroide foi descoberto no dia 7 de abril de 1999 por LINEAR em Socorro.